# ワスカル

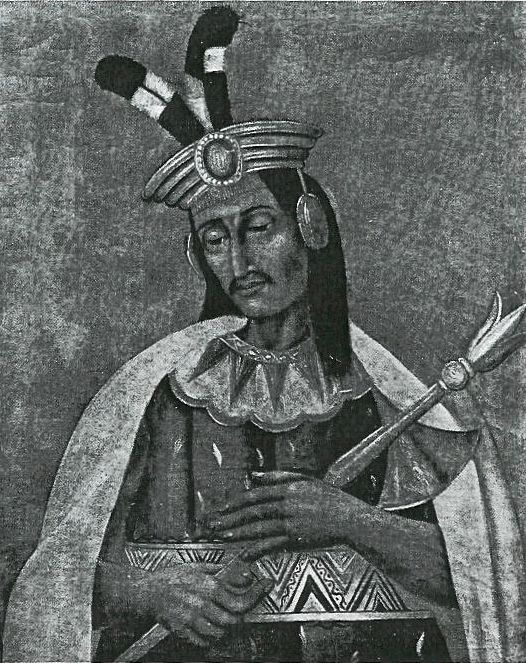
ワスカル

ワスカル（英: Huáscar、ケチュア語: Waskhar：喜びの太陽、1490年頃?/1491年-1532年、在位1527年-1532年）は、インカ帝国の12代サパ・インカ（皇帝）である。母親はラウワ・オクリョ。父11代インカ皇帝ワイナ・カパックと兄で皇太子のニナン・クヨチがともに、天然痘と考えられている伝染病によりキトで亡くなると即位した。

## 内戦の原因
ワイナ・カパックは自らの母の出身地であるキトを愛し帝国の第2の首都としたため、晩年にはインカ貴族が首都クスコ派とキト派に分かれ対立していた。征服後のスペイン人による見解では、父帝ワイナ・カパックは、ワスカルを首都クスコを含む帝国の大半（コヤ・スウユ、アンティ・スウユ、クンティ・スウユ）を支配するサパ・インカ（皇帝）に、異母兄弟のアタワルパを第2の首都キトを含む北部（チンチャ・スウユ）の総督に意図していたのではないかとしている。（ただしこの記録はアタワルパ側の話を元にした記述らしい。）ワイナ・カパックと皇太子ニナン・クヨチが、後継者を指名しないまま、相次いで時ならずして死亡し、明確な継承順位が定まっていなかったため、ワスカルとアタワルパの間で継承戦争が勃発したというのである。
しかし、この見解は現在の研究で分かっているインカの継承法に合致しないため疑問が出されている。インカ皇帝にはスペイン王の継承法のような明確な継承順位がなく、必要に応じて実力も行使されたものの、通常は最有力の皇子が単純に継承したのである。これは、9代皇帝パチャクテクがチムー王国の方式を取り入れ分割相続システムを設けたことによる。どんな強力な統治者の遺産も遺児と配偶者とに分割されたが、称号は1人の後継者が得たとされている。この方式により通常は、ワスカルとアタワルパとの間で勃発したような内戦は回避されたと考えられている。

## 内戦の経過
ワスカルはワイナ・カパック死亡時にクスコにいたため、アタワルパが現在エクアドルとして知られている遠隔の地にいた間に首都で軍隊を組織化することができ、内戦当初は優勢であった。帝国の大半を押さえたワスカルは大軍と共に北に侵攻し、間もなく最初の戦いの1つでアタワルパを捕らえたため、多くの血を流すことなしに戦争は終結するように見えた。しかし、アタワルパは少女の助けにより幽閉状態から脱走し、軍隊を組織し、3年間の兄弟との戦争に勝ちを収めた。皇位請求のため帝国北部からクスコへの進軍の途中、カハマルカでの露営時にアタワルパはスペイン人のコンキスタドールであるフランシスコ・ピサロと出会い捕らえられた。間もなくワスカルは彼自身の従者によって暗殺され、アタワルパは兄の殺害を命令したとして、スペイン人により死刑となった。しかし、ワスカルの死についてアタワルパが関与した証拠はない。